# Valul lui Athanaric

Zidul de Jos al lui Traian (Zidul lui Athanaric de pe hartă) a fost situat la nord de Delta Dunării

Valul lui Athanaric (sau Atanaric) a fost un zid de apărare, aflat între localitățile Ploscuțeni pe Siret și Stoicani pe Prut, pe o distanță de 90 de km, separând Câmpia Română de Podișul Moldovei. Cercetările arheologice au determinat existența unei palisade de lemn, care a sfârșit printr-un incendiu și a unor capcane, în fața șanțului, concretizate prin gropi adânci și dese. Nu a fost atestată până în prezent existența între aceste gropi-capcane a unor murex.
Valul este clasat ca monument istoric pe teritoriul județului Galați, având codul GL-I-s-A-02975.
Un aspect inedit pe care îl oferă valul Ploscuțeni - Stoicani este poziția șanțului, nu spre N ca în celelalte valuri din Moldova, ci spre S. Această observație a generat multe ipoteze legate de apartenența etnică a construcției. C. Schuchardt, A. D. Xenopol și V. Pârvan , ignorând acest ultim amănunt, îl atribuiau romanilor, punându-l în legătură cu Vadul lui Isac - Lacul Sasâc, pe care l-ar fi continuat. Contradicția a fost observată de E. Fabricius  și C. Uhlig . R. Vulpe , punând accentul tocmai pe orientarea sudică a șanțului, atribuia pe baza textului lui Ammianus Marcellinus (XXXI, 3, 7) ridicarea valului goților conduși de Athanaric.
Reluând discuția cu noi argumente și dintr-o altă perspectivă, I. Ioniță  combate această ipoteză și propune identificarea Valului lui Athanaric cu valul Moldovei de Mijloc, dintre Prut (satele Victoria și Cârniceni) și Nistru (în zona orașului Pașcani). În privința valului Moldovei Inferioare, autorul citat concluziona: linia pe care ulterior s-a construit valul Stoicani - Ploscuțeni, a fost marcată în teren fie de romani, fie de o populație care a trebuit să țină seama de interesele acestora . Cum elementele care au stat la baza ridicării valului sunt tributare tiparelor romane, observația enunțată pare justă. Rămâne însă de explicat în ce condiții au ridicat romanii această construcție.
La fel si cercetătorul Croitoru a atribuit valul romanilor Cu această ocazie, Constantin și-a adăugat și titlul de Dacicus Maximus.